# Liste des arrêtés de protection de biotope du Morbihan
La liste des arrêtés de protection de biotope du Morbihan présente les arrêtés de protection de biotope du département du Morbihan.
L’arrêté de protection de biotope est un outil réglementaire issu de la loi du 10 juillet 1976, relative à la protection de la nature. La création d'un arrêté de protection de biotope revient au préfet de département, généralement sur proposition d’association de protection de la nature.

## Liste
| Commune(s)                                                                                                  | Site | Date de création | Superficie(ha) | Motif de la protection | Remarques                                   | Localisation | Illustration |
| --- | --- | ---------------- | -------------- | --- | ------------------------------------------- | ------------ | ------------ |
| Arzon, Erdeven, Houat, Hœdic, Île-aux-Moines, Pénestin, Sauzon, Saint-Armel, Saint-Pierre-Quiberon, Sarzeau | Îlots du golfe du Morbihan : îlot de Roëlan (Erdeven) îlots de Roc'h Toull, En Oulm et Er Hastellic (Sauzon) îlots de Glazic, Men Du, Valvec, le Grand Coin, Guric, Seniz, Er Yoc'h (Île-d'Houat) îlot de Coh Karreg (Hœdic), îlots de Méaban et Er Lannic (Arzon) îlot de Creïzic (Île-aux-Moines) îlots de La Dervenn, Pladic, Le Cohty et Enézy (Saint-Armel) îlots de l'île aux Oiseaux, l'île des Œufs et Penn Bleï (Sarzeau) îlot de Belair (Pénestin) | 12 janvier 1982  | 50             | Avifaune marine : nidification et reproduction du cormoran huppé, goéland argenté, goéland brun, goéland marin, huîtrier pie, sternes sp., reposoirs pour anatidés et limicoles                                                                               | Géré par Bretagne vivante                   |              |              |
| Béganne | Église paroissiale | 4 avril 2000     |                | Chiroptères : grand murin | Géré par Bretagne vivante                   |              |              |
| Belz | Parc à asphodèles de la Lande | 24 juin 2009     | 1,54           | Flore : asphodèle d'Arrondeau |                                             |              |              |
| Belz | Les Quatre Chemins | 14 mars 1988     | 5              | Flore : panicaut nain vivipare | Géré par Bretagne vivante                   |              |              |
| Caudan | Bois et galerie souterraine de Kerio | 27 octobre 2010  | 3              | Chiroptères : grand rhinolophe, grand murin | Géré par Bretagne vivante                   |              |              |
| Crach | Église paroissiale | 4 avril 2000     |                | Chiroptères : grand murin | Géré par Bretagne vivante                   |              |              |
| Damgan | Îlot de Rion | 23 janvier 2008  | 2,3            | Avifaune marine : sterne pierregarin, sterne caugek, sterne naine, chevalier gambette, gravelot à collier interrompu |                                             |              |              |
| Gâvres, Plouhinec, Riantec                                                                                  | Fond de la petite mer de Gâvres | 11 octobre 2018  | 191            | Avifaune marine : Bernache cravant, bécasseau variable, grand gravelot, pluvier argenté, barge rousse Bancs de sable à faible couverture permanente d'eau marine Végétations pionnières à Salicornia et autres espèces annuelles des zones boueuses sableuses |                                             |              |              |
| Glénac | Le Haut Sourdréac | 22 juillet 1992  | 3,45           | Chiroptères : grand rhinolophe, petit rhinolophe, grand murin, murin à moustaches, murin de Daubenton, murin de Natterer, murin de Bechstein, murin à oreilles échancrées, oreillard commun                                                                   | Géré par Bretagne vivante                   |              |              |
| Inzinzac-Lochrist                                                                                           | Anciennes forges d'Inzinzac-Lochrist | 28 août 2017     |                | Chiroptères : grand rhinolophe, petit rhinolophe |                                             |              |              |
| Kernascléden                                                                                                | Église paroissiale | 3 décembre 2001  |                | Chiroptères : grand rhinolophe | Géré par Bretagne vivante                   |              |              |
| Noyal-Muzillac                                                                                              | Église Saint-Martin, Noyal-Muzillac | 18 décembre 2017 |                | Chiroptères : grand murin |                                             |              |              |
| Plouhinec                                                                                                   | Îlot de Logoden en rivière d'Étel | 21 avril 1983    | 3              | Avifaune marine : sterne pierregarin | Géré par Bretagne vivante                   |              |              |
| Pluherlin                                                                                                   | Anciennes ardoisières du pont de l'Église de Pluherlin | 28 août 2017     |                | Chiroptères : grand rhinolophe, petit rhinolophe, murin à oreilles échancrées |                                             |              |              |
| Pluméliau-Bieuzy                                                                                            | Chapelle Saint-Gildas, Bieuzy | 16 octobre 2017  |                | Chiroptères : petit rhinolophe |                                             |              |              |
| La Roche-Bernard                                                                                            | Église paroissiale | 4 avril 2000     |                | Chiroptères : grand murin | Géré par Bretagne vivante                   |              |              |
| Saint-Nolff                                                                                                 | Église paroissiale | 27 mai 1992      |                | Chiroptères : grand murin | Géré par Bretagne vivante                   |              |              |
| Sainte-Anne-d'Auray                                                                                         | Basilique de Sainte-Anne d'Auray | 2 janvier 2018   |                | Chiroptères : grand murin |                                             |              |              |
| Sainte-Hélène                                                                                               | Îlot de Iniz-Er-Mour en rivière d'Étel | 14 avril 1980    | 10             | Avifaune marine : sterne pierregarin | Géré par Bretagne vivante                   |              |              |
| Sarzeau | Marais du Duer | 27 février 1992  | 21             | Faune : loutre d'Europe Avifaune : échasse blanche, tadorne de Belon, rousserolle effarvatte, limicoles | Propriété du Conseil général du Morbihan    |              |              |
| Sarzeau | Église paroissiale de Brillac | 9 juillet 1992   |                | Chiroptères : grand rhinolophe | Géré par Bretagne vivante                   |              |              |
| Sarzeau, Saint-Armel                                                                                        | Zone de tranquillité de l'avifaune du golfe du Morbihan | 10 octobre 2016  | 473            | Avifaune : bernache cravant, bécasseau variable, grand gravelot, avocette élégante, tadorne de Belon, chevalier cul-blanc | 2 sites : anse de Tascon et baie de Sarzeau |              |              |